# Весёлый (Тамалинский район)
Весёлый (Веселый, Весёловка, Весёлый Труд) — упразднённый сельский посёлок Волче-Вражского сельсовета Тамалинского района Пензенской области России. Упразднён в 2006 году

## История
Основан в составе Чембарского уезда Пензенской губернии. В 1939 году — Весёловка, Калиновского сельсовета, Чембарского района Пензенской области. В 1955 году — Весёлый труд, Куликовского сельсовета Тамалинского района. В 1987 году — Весёлый, Куликовского сельсовета Белинского района. 29 июня 2006 года Законом Пензенской области от 29.06.2006 № 1052-ЗПО исключен из учётных данных, как фактически прекративший своё существование.

## Население
Численность населения по годам:
- 1926 год — 197 жителей,
- 1930 год — 130 жителей,
- 1939 год — 7 жителей,
- 1959 год — 59 жителей,
- 1972 год — 105 жителей,
- 1989 год — 73 жителя,
- 1996 год — 2 жителя,
- 2004 год — 1 житель.

## Инфраструктура
Было развито сельское хозяйство. Действовал колхоз имени Молотова.